# Bergwiesen und Wolfsbachtal bei Hohegeiß
Bergwiesen und Wolfsbachtal bei Hohegeiß este o arie protejată (sit de importanță comunitară — SCI) din Germania întinsă pe o suprafață de 244 ha, integral pe uscat.

## Localizare
Centrul sitului Bergwiesen und Wolfsbachtal bei Hohegeiß este situat la coordonatele 51°40′01″N 10°39′26″E / 51.6669°N 10.6572°E.

## Înființare
Situl Bergwiesen und Wolfsbachtal bei Hohegeiß a fost declarat sit de importanță comunitară în octombrie 1998 pentru a proteja un număr necunoscut de specii din flora spontană și fauna sălbatică aflate în arealul zonei.

## Biodiversitate
Situată în ecoregiunea continentală, aria protejată conține 12 habitate naturale: Cursuri de apă de la nivel de câmpie la nivel montan, cu vegetație Ranunculion fluitantis și Callitricho-Batrachion, Formațiuni ierboase bogate în specii de Nardus, dezvoltate pe substraturi silicioase în zone montane (și în zone submontane, în Europa continentală), Pajiști cu Molinia pe soluri calcaroase, turboase sau argilos-nămoloase (Molinion caeruleae), Liziere de ierburi înalte hidrofile de câmpie și de nivel montan până la alpin, Fânețe montane, Mlaștini turboase de tranziție și turbării mișcătoare, Mlaștini alcaline, Pante stâncoase silicioase cu vegetație casmofită, Păduri de fag Luzulo-Fagetum, Păduri de fag Asperulo-Fagetum, Păduri pe pante, grohotișuri și ravene de Tilio-Acerion, Păduri aluvionare cu Alnus glutinosa și Fraxinus excelsior (Alno-Padion, Alnion incanae, Salicion albae).
La baza desemnării sitului se află un număr nedeclarat de specii protejate.
Pe lângă speciile protejate, pe teritoriul sitului au mai fost identificate 14 specii de plante.